# Šumska smilika
Šumska smilika, (lat. Omalotheca sylvatica, sin. Gnaphalium sylvaticum ) biljka je iz porodice Asteraceae. Raste u Europi, Rusiji i Kini. Kod nas raste po suhim šumama. Koristi se i kao ljekovita biljka.

## Opis
Naraste do 60 cm visine.
Listovi su kopljasti,dužine do 8 cm.Gornja strana im je glatka a donja je prekrivena dlačicama.
Cvjetne su glavice duge oko 6 mm.
- G. sylvaticum
- G. sylvaticum
- G. sylvaticum
- G. sylvaticum

## Sastav
Sukladno ruskoj literaturi sadži malu količinu tanina.

## Ljekovitost
U ruskoj narodnoj medicini koristi se za liječenje rana,te kod vlažnih lišajeva,i to u prah stučena biljka,također se koristi kod opće slabosti,odnosno anemije te neuroza.

## Sinonimi
- Cyttarium silvaticum Peterm.
- Dasyanthus fuscus (Oeder) Bubani
- Dasyanthus sylvaticus (L.) Bubani
- Filago recta Link
- Filago sylvatica Link
- Filago uliginosa Link
- Gamochaeta sylvatica (L.) Fourr.
- Gnaphalium alpigenum K.Koch
- Gnaphalium carpetanum Boiss. & Reut. ex Willk. & Lange
- Gnaphalium einseleanum F.W.Schultz
- Gnaphalium fuscatum Schur
- Gnaphalium fuscum
- Gnaphalium mutabile Rochel
- Gnaphalium rectum Sm.
- Gnaphalium sophiae Heldr. ex Boiss.
- Gnaphalium spadiceum Gilib.
- Gnaphalium strictum Moench
- Gnaphalium sylvaticum f. sylvaticum
- Gnaphalium sylvaticum var. macrostachyum Ledeb.
- Gnaphalium sylvaticum var. rectum DC.
- Gnaphalium sylvaticum var. sylvaticum
- Omalotheca caucasica (Sommier & Levier) Czerep.
- Omalotheca sylvatica (L.) Sch.Bip. & F.W.Schultz
- Omalotheca sylvatica subsp. carpetana (Willk.) Rivas Mart.
- Omalotheca sylvatica subsp. sylvatica
- Synchaeta caucasica (Sommier & Levier) Kirp.
- Synchaeta silvatica (L.)
- Synchaeta sylvatica (L.) Kirp.